# قازمالار (خاچماز)
قازمالار (به لاتین: Kazmalar) یک منطقه مسکونی در جمهوری آذربایجان است که در شهرستان خاچماز واقع شده‌است.